# Sentier de grande randonnée 64
Le sentier de grande randonnée 64 (GR 64), se situe dans le Sud-Ouest de la France, dans les départements du Lot, en Quercy, et de la Dordogne, en Périgord noir. Long de près de 90 kilomètres, il relie le GR 6, depuis Rocamadour, au GR 36, aux Eyzies-de-Tayac-Sireuil.

## Itinéraire
Le GR 64 commence au village de Rocamadour dans le département du Lot, Il fait d'abord tronçon commun avec les GR 6 et 652, avant de franchir l'Ouysse en direction de Le Vigan. Le tronçon commun se réduit alors au seul GR 652.
Il traverse Gourdon et, alors que le GR 652 prend la direction de Salviac au sud-ouest, il continue vers le nord-ouest. Il entre en Dordogne sur la commune de Groléjac, traverse la bastide de Domme, puis Castelnaud-la-Chapelle, figurant tous deux parmi les plus beaux villages de France. Il passe ensuite devant le château des Milandes.
Au village d'Allas-les-Mines, il croise le GR 36 avec lequel il va faire ensuite tronçon commun. Il franchit la Dordogne, traverse Saint-Cyprien et se termine aux Eyzies, croisant à nouveau le GR 6.

## GR 64A et GR 64B
Il existe deux sentiers de grande randonnée dérivés : le GR 64A se démarque du GR 64 à l'est de la bastide de Domme, franchit la Dordogne au pont de Vitrac, traverse Vitrac, longe le château de Montfort et rejoint le GR 64 B au nord de Carsac-Aillac.
Le GR 64B quitte le GR 64 à l'ouest de la Mouline sur la commune de Groléjac, franchit la Dordogne sur le pont de l'ancienne ligne de chemin de fer avant de rejoindre le GR 64A au nord de Carsac-Aillac.
Les deux itinéraires continuent ensuite en commun sur un kilomètre jusqu'à rejoindre le GR 6 à Saint-Vincent-le-Paluel au nord-ouest du lieu-dit Maison Neuve.

## Galerie de photos

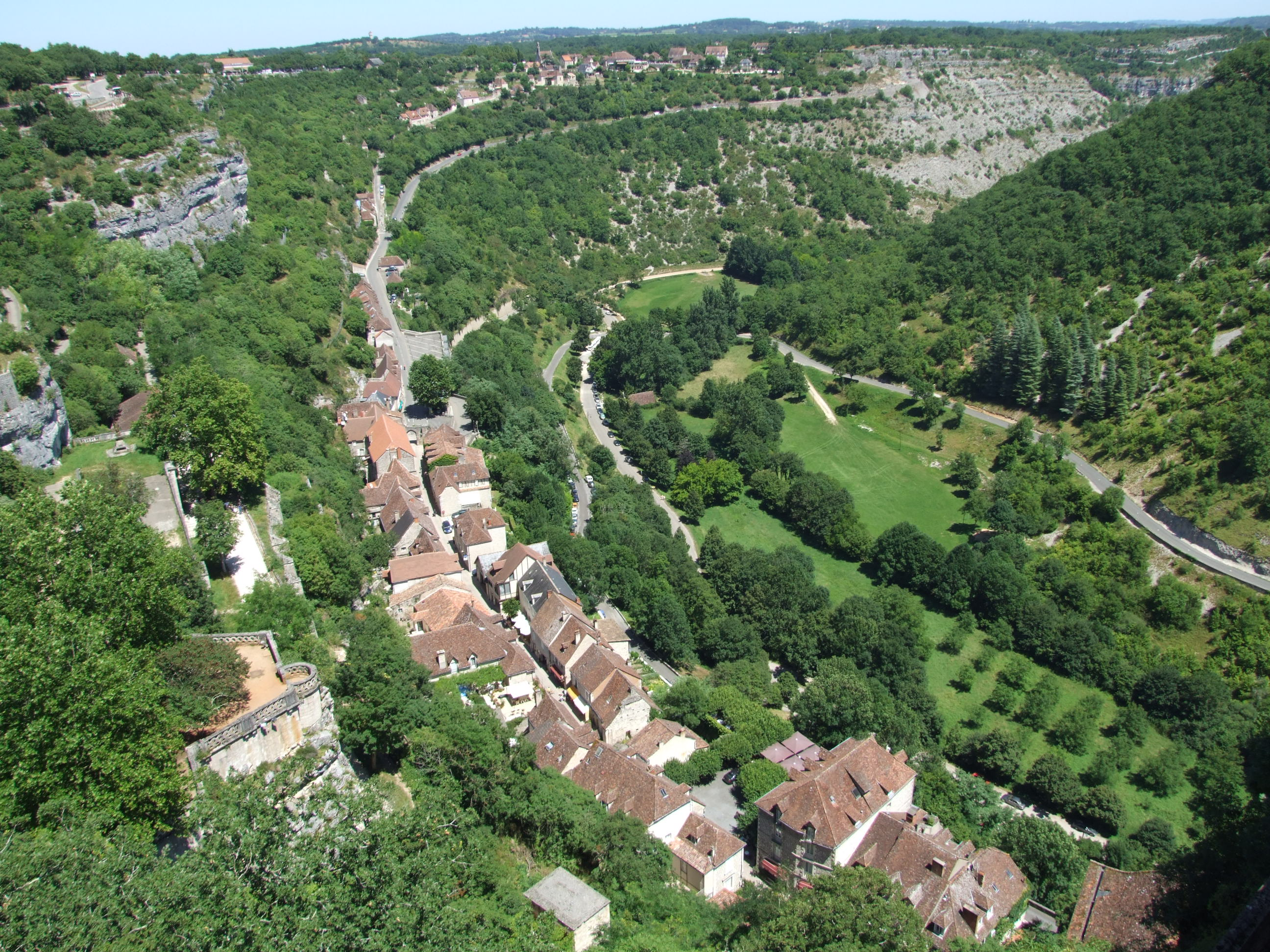
Le village de Rocamadour
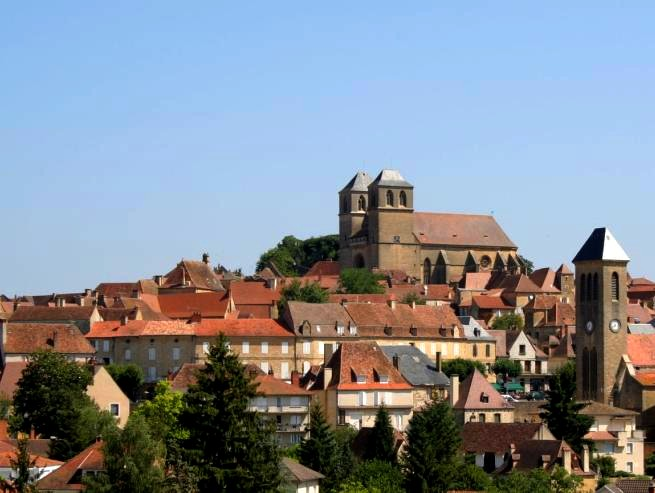
Gourdon
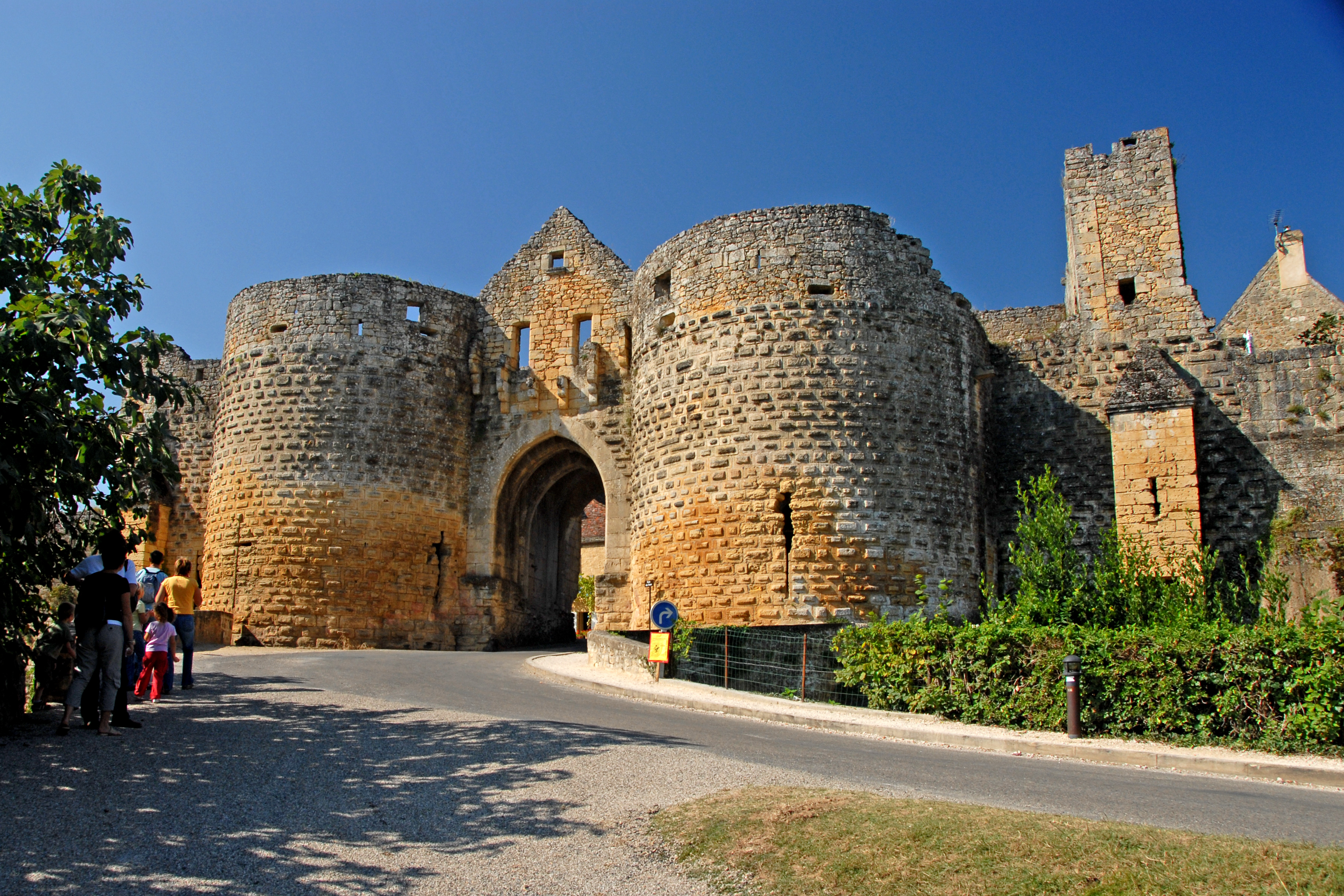
La porte des Tours à Domme
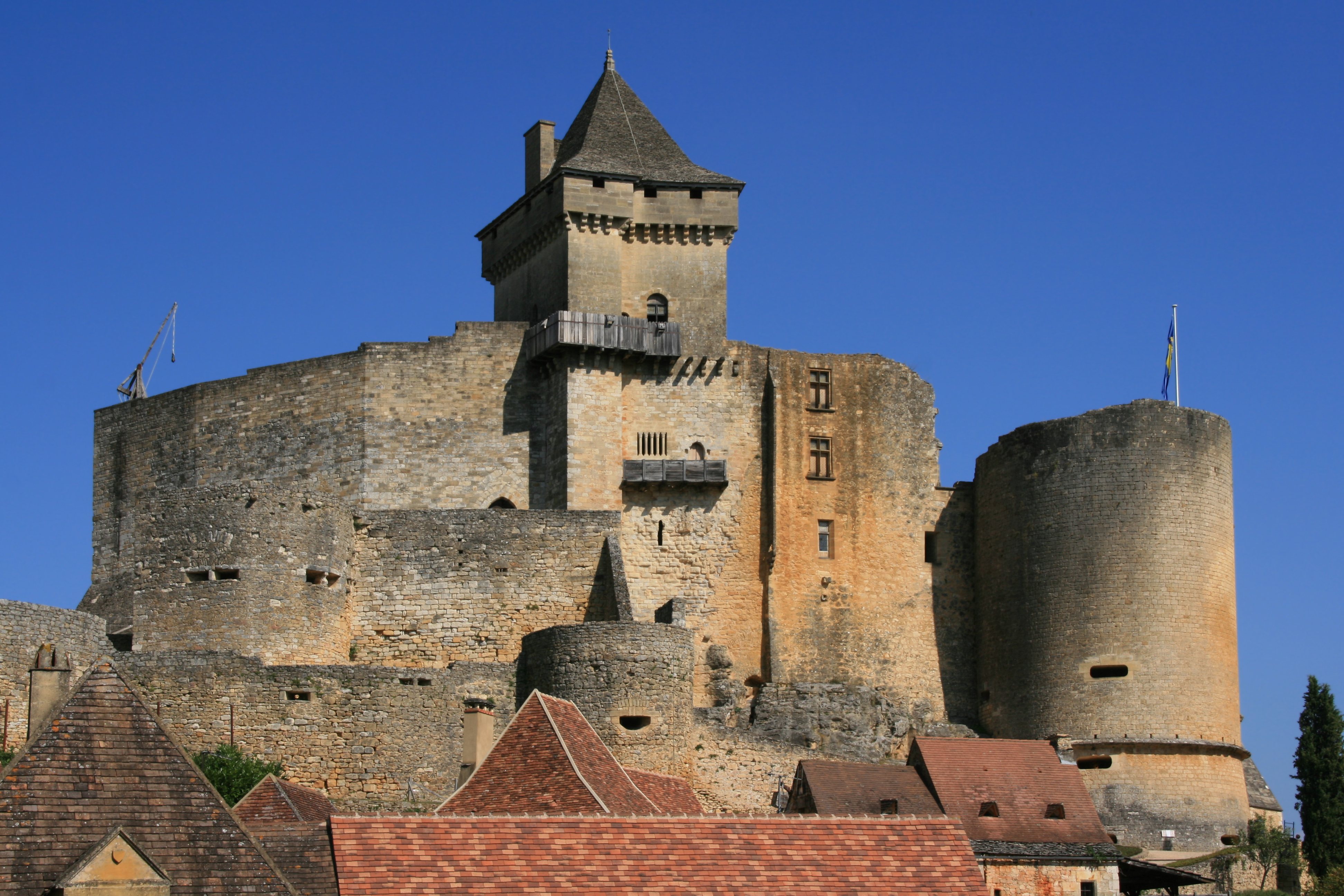
Le château de Castelnaud
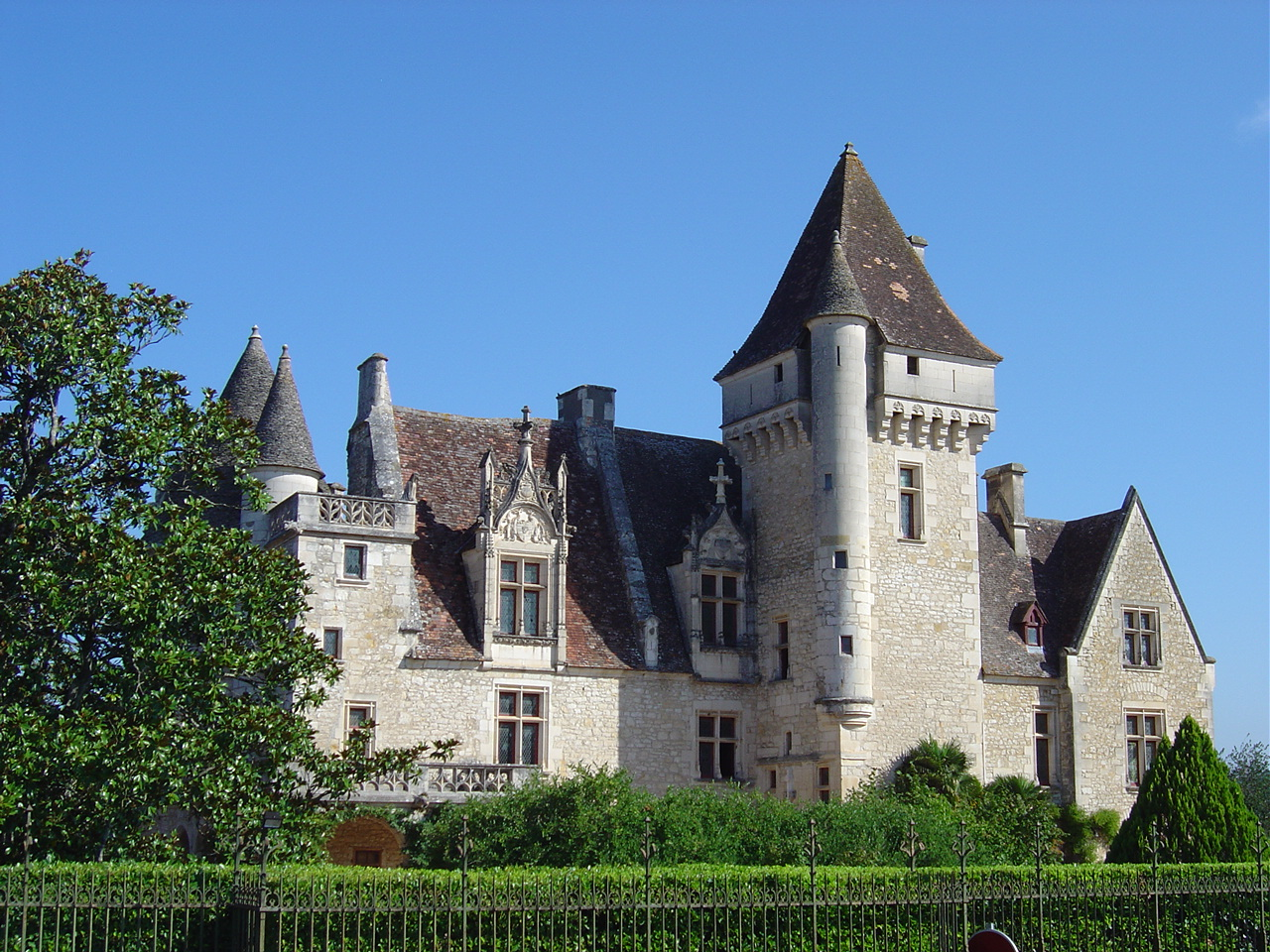
Le château des Milandes
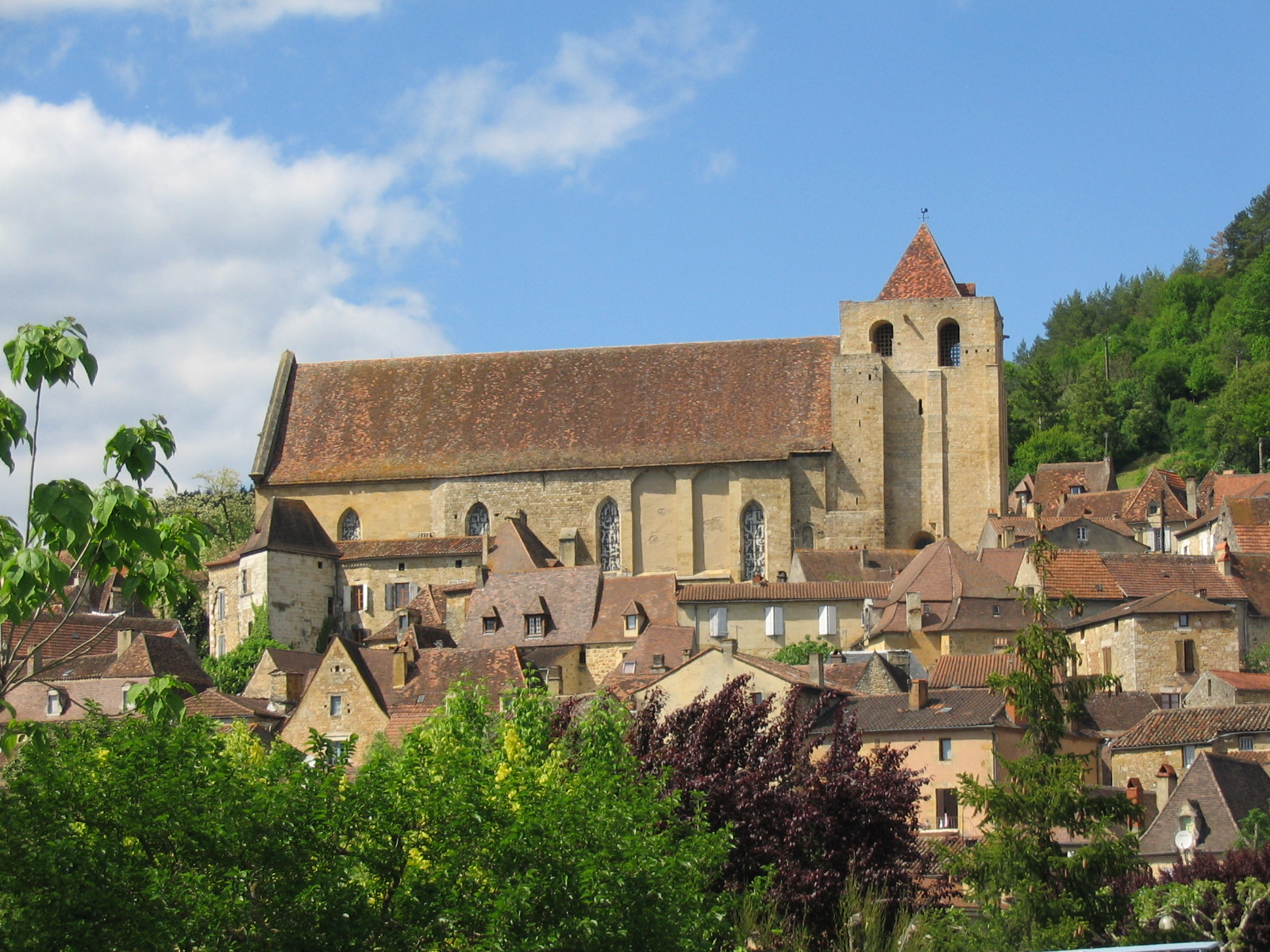
Saint-Cyprien
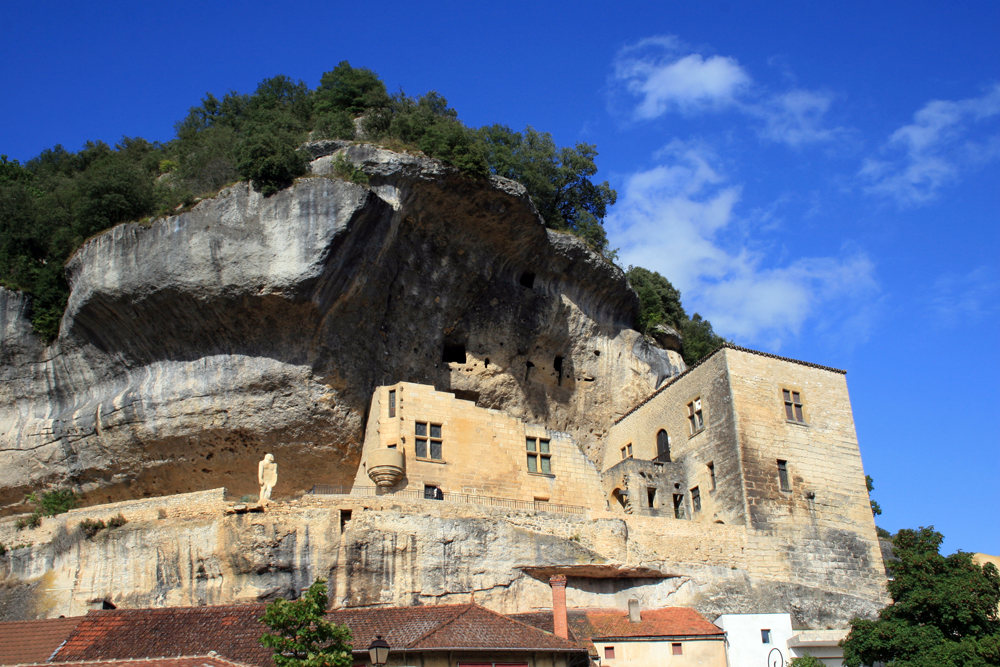
Le château de Tayac aux Eyzies